# Nacionalni stožer civilne zaštite
Nacionalni krizni stožer, poznat kao i Stožer civilne zaštite bila je radna skupina Ministarstva unutarnjih poslova za upravljanje pandemijom koronavirusa. Osnovana je za vrijeme prve Vlade Andreja Plenkovića, a ministar unutarnjih poslova Davor Božinović imenovan je načelnikom Stožera. Dana 11. svibnja 2023. u Hrvatskoj je proglašen kraj epidemije te je time i ukinuta posljednja mjera donesena od strane stožera. Sukladno tome stožer je raspušten.